# Ukraińskie Papieskie Wielkie Seminarium św. Jozafata w Rzymie
Ukraińskie Papieskie Wielkie Seminarium św. Jozafata w Rzymie, znane również jako kolegium św. Jozafata – greckokatolickie seminarium, założone w 1897 w Rzymie jako Papieskie Kolegium Ruskie pod opieką oo. Jezuitów, przy cerkwi św. św. Sergiusza i Bakchusa w Rzymie.

## Historia
W 1904 opiekę nad seminarium przejęli bazylianie. Kiedy po I wojnie światowej wzrosła liczba ukraińskich studentów teologii, papież Pius XI podjął decyzję o budowie większego budynku na potrzeby Seminarium. Nowy budynek seminarium powstał na wzgórzu Janikulum, został oddany do użytku w 1932. Od 1942 jest również rezydencją apostolskiego wizytatora dla grekokatolików w zachodniej Europie.
Po II wojnie światowej było to jedyne na świecie seminarium greckokatolickie. Liczba studentów wynosiła od 20 do 50. Studenci Seminarium studiują obecnie na różnych uniwersytetach rzymskich, a w Seminarium uczą się liturgii, obrzędów oraz przedmiotów ukrainoznawczych.
Rektorami Seminarium byli: Łazar Berezowśkyj, Dionisij Hołowećkyj, Josyf Łabaj, Josyf Zajaczkiwśkyj, Irynej Nazarko, Jeronim Chymij, Sofron Mudry, Henezij Wiomar.